# Convento de San Francisco (Fermoselle)
El convento de San Francisco fue un convento fundado en el siglo XII en la localidad de Fermoselle, en la comunidad autónoma de Castilla y León, España. Actualmente alberga la casa del parque natural de Arribes del Duero. Se trata de un centro de interpretación de la zona de los arribes del Duero y oficina de turismo desde la que comenzar la vista a este espacio natural.

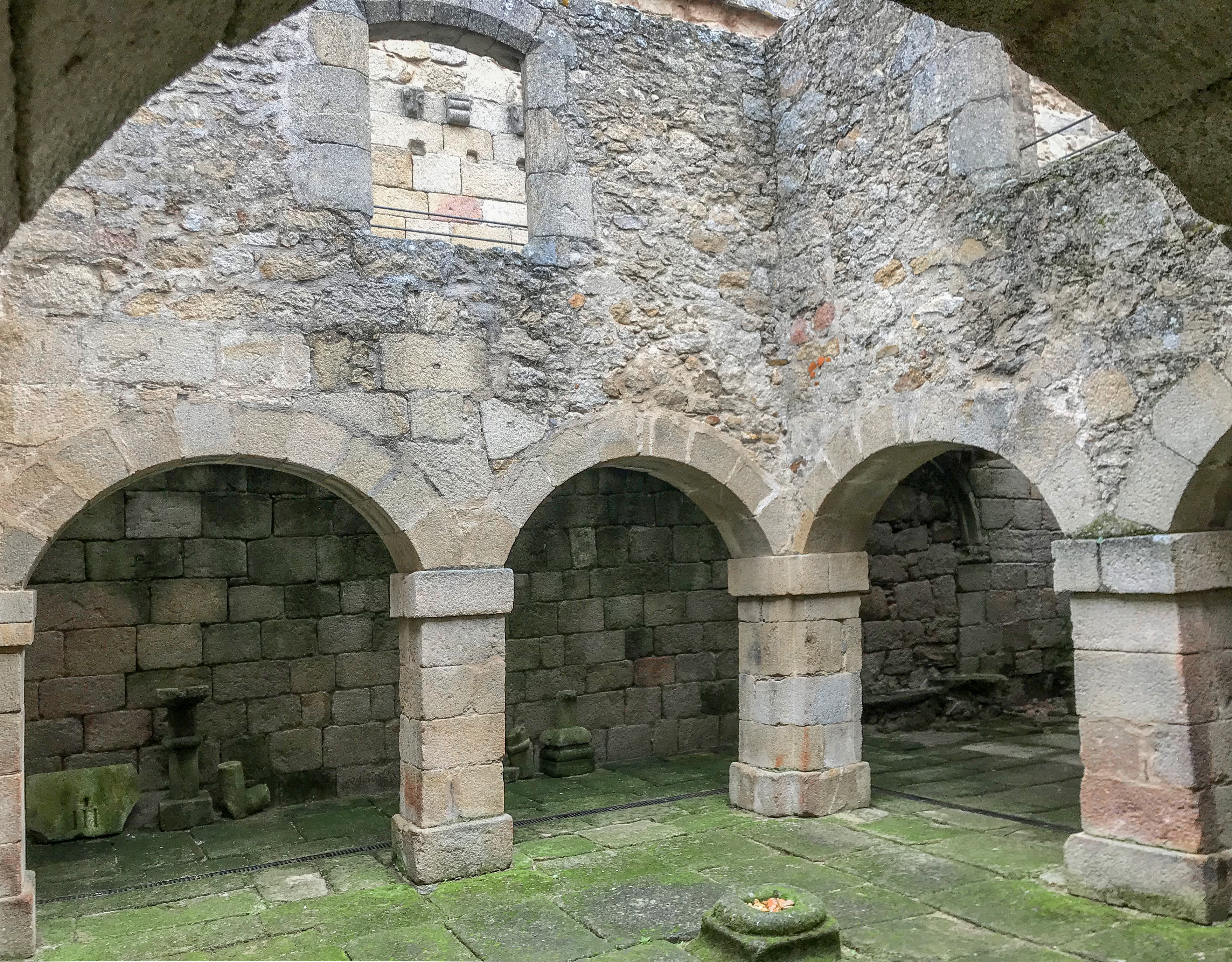
Claustro
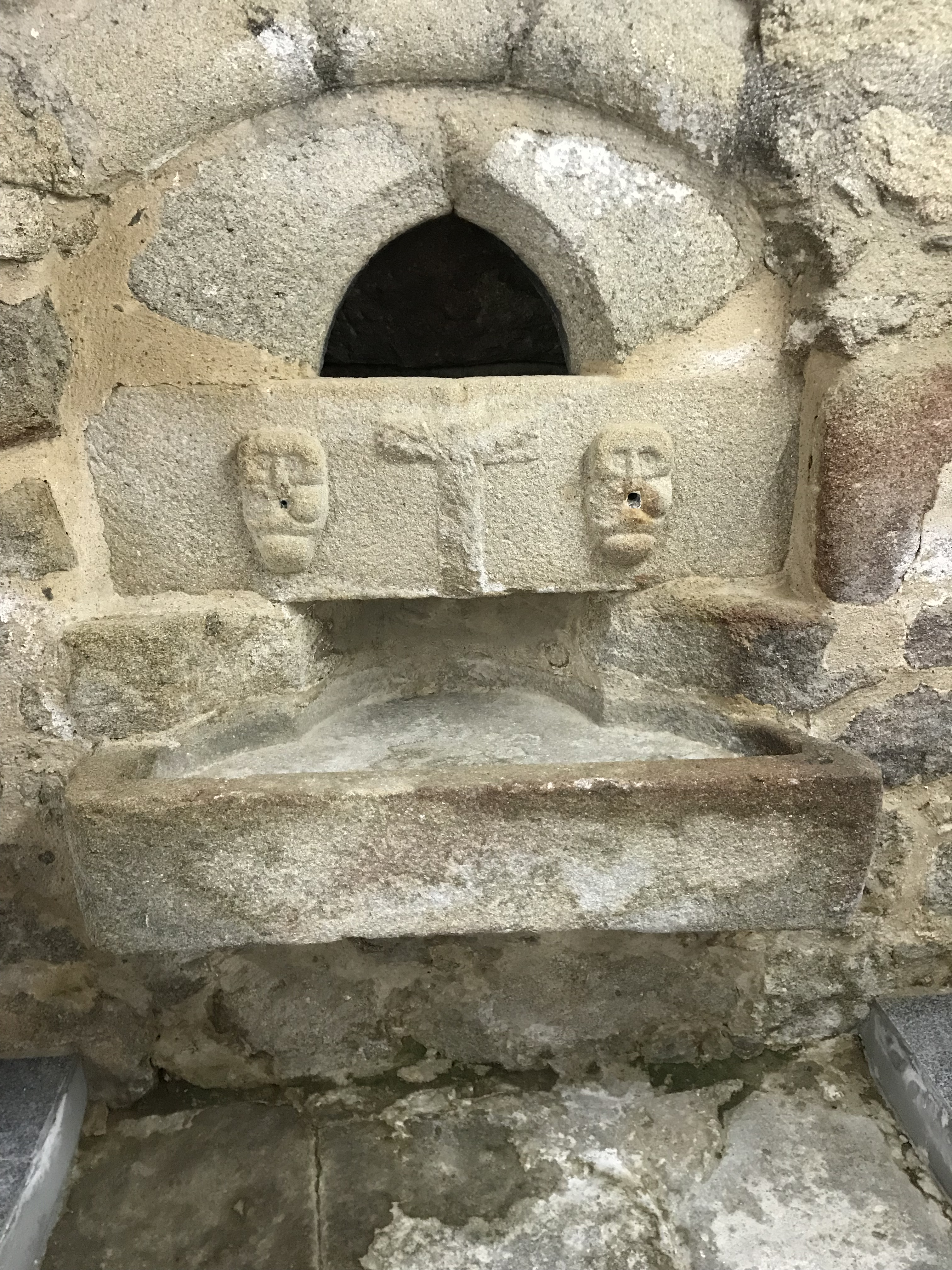
Fuente
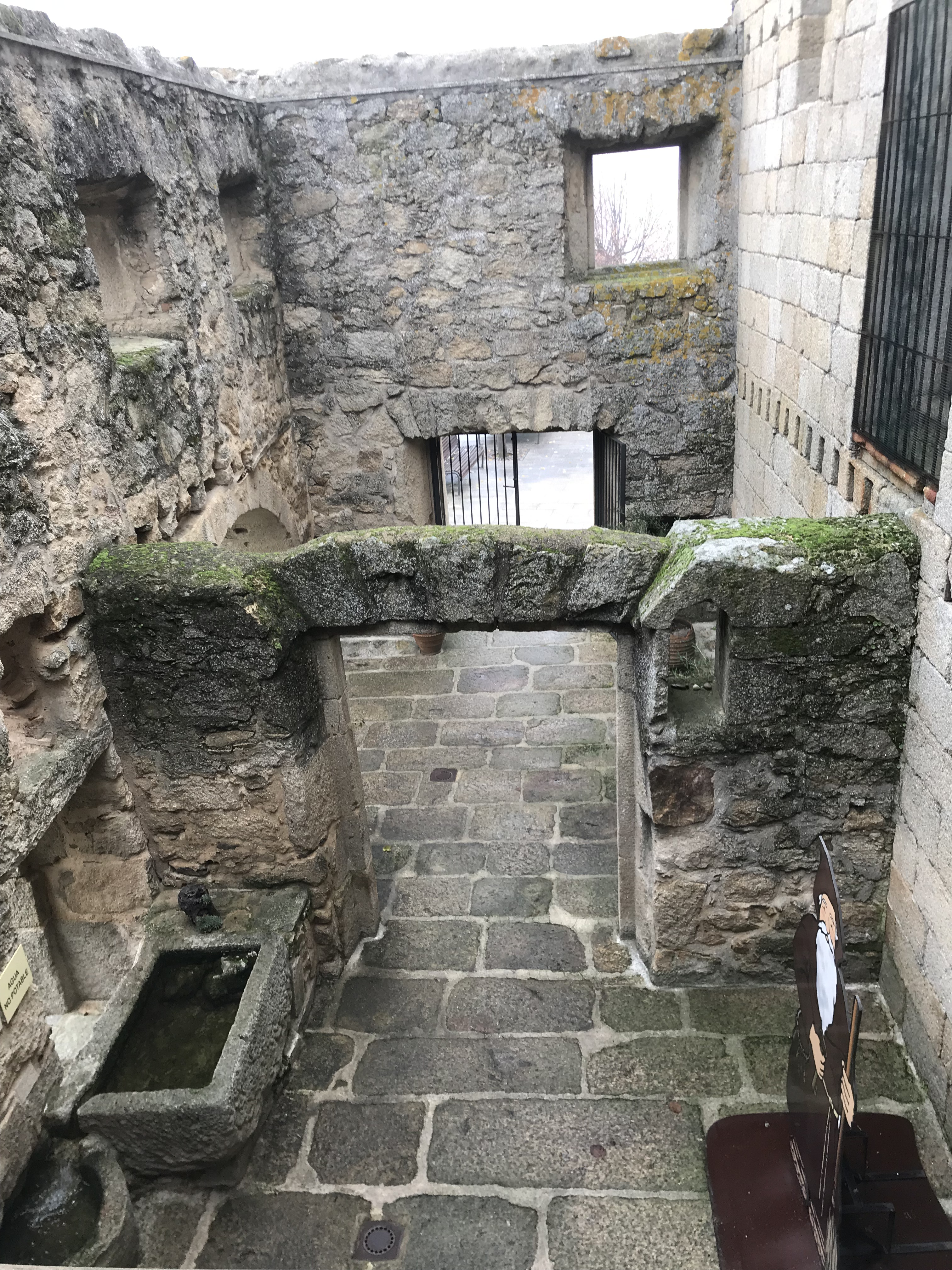
Acceso
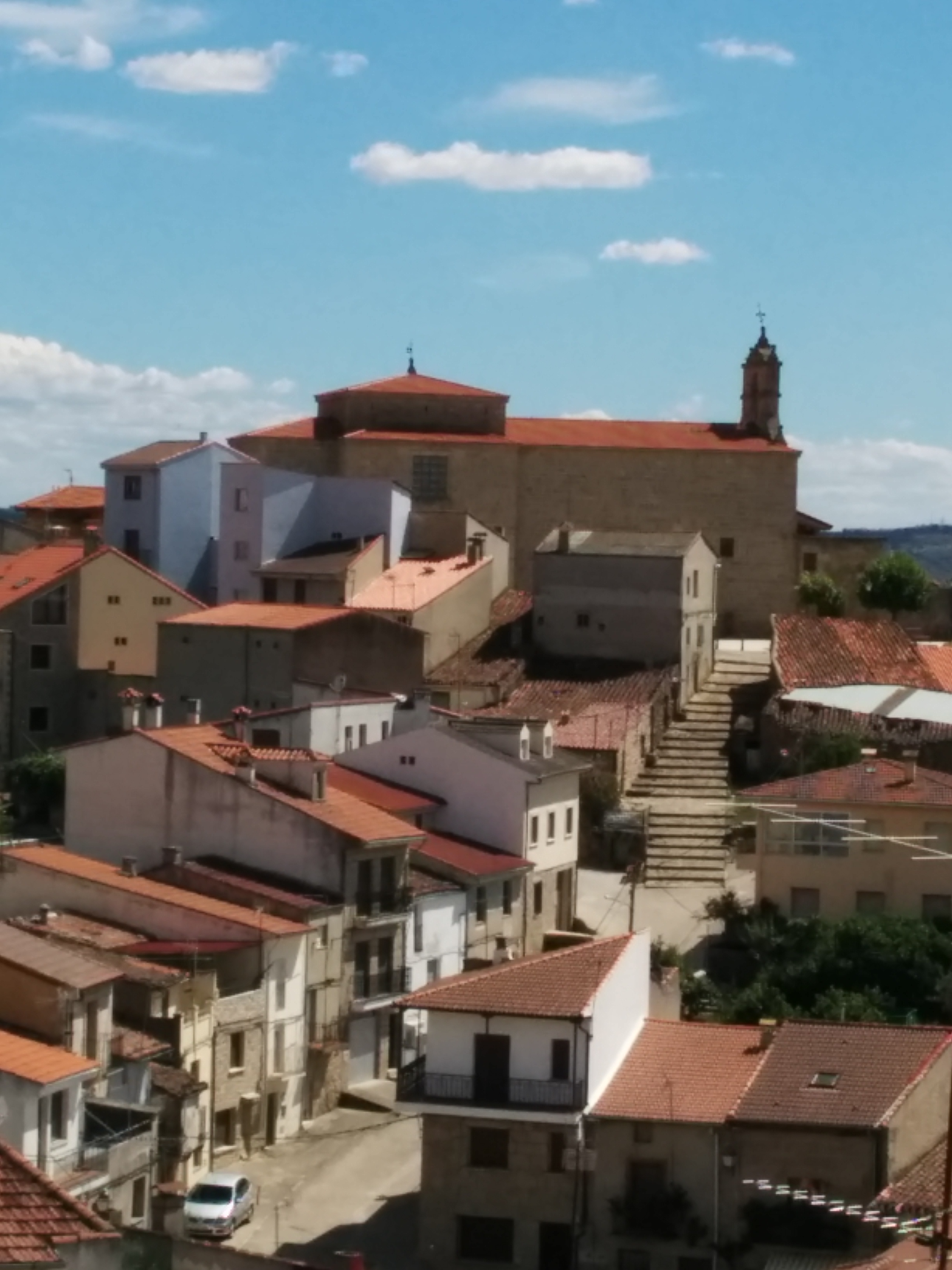
Exterior

## Casa del parque
Durante la visita se puede recabar información sobre los distintos oficios tradicionales de los arribes del Duero con fotografías y una zona audiovisual que proyecta regularmente un vídeo de 15 minutos sobre las formas de vida de la zona.